# STS-97
STS-97 (ang. Space Transportation System) – misja wahadłowca Endeavour amerykańskiej agencji rządowej NASA do Międzynarodowej Stacji Kosmicznej. Była to piętnasta misja wahadłowca Endeavour i sto pierwsza programu lotów wahadłowców.

## Załoga
źródło
- Brent W. Jett (3)* – dowódca misji
- Michael Bloomfield (2) – pilot
- Joseph R. Tanner (3) – specjalista misji 1
- Carlos Noriega (2) – specjalista misji 3
- Marc Garneau (3) – specjalista misji 2 (CSA Kanada)

*(w nawiasie podano liczbę lotów odbytych przez każdego z astronautów)

## Parametry misji
- Masa:
  - startowa orbitera: 120 742 kg
  - lądującego orbitera: 89 758 kg
  - ładunku: 18 740 kg[5]
- Perygeum: 352 km[5]
- Apogeum: 365 km[5]
- Inklinacja: 51,6°[5]
- Okres orbitalny: 91,7 min[5]

## Dokowanie do ISS
- Połączenie z ISS: 2 grudnia 2000, 19:59:49 UTC
- Odłączenie od ISS: 9 grudnia 2000, 19:13:00 UTC
- Łączny czas dokowania: 6 dni 23 godzin 13 minut 11 sekund

## Spacery kosmiczne
- J. Tanner i C. Noriega – EVA 1
  - Początek EVA 1: 3 grudnia 2000 – 18:35 UTC
  - Koniec EVA 1: 4 grudnia – 02:08 UTC
  - Łączny czas trwania: 7 godzin 33 minuty

- J. Tanner i C. Noriega – EVA 2
  - Początek EVA 2: 5 grudnia 2000 – 17:21 UTC
  - Koniec EVA 2: 5 grudnia – 23:58 UTC
  - Łączny czas trwania: 6 godzin 37 minut

- J. Tanner i C. Noriega – EVA 3
  - Początek EVA 3: 7 grudnia 2000 – 16:13 UTC
  - Koniec EVA 3: 7 grudnia – 21:23 UTC
  - Łączny czas trwania: 5 godzin 10 minut

## Cel misji
Szósty lot wahadłowca na stację kosmiczną ISS – dostarczenie pierwszego panelu baterii słonecznych do segmentu P6 kratownicy ITS.